# 2000 (álbum de Manuel Turizo)
2000 es el tercer álbum de estudio grabado por el cantante colombiano Manuel Turizo. Fue lanzado al mercado bajo el sello discográfico Sony Music Latin el 17 de marzo de 2023.
El álbum se caracteriza por el estilo urbano de Manuel, donde hay una combinación de ritmos como el reguetón, el pop, la balada romántica y el trap. Asimismo, el 17 de marzo de 2023, el álbum fue presentado después de su sencillo «El merengue» junto al DJ estadounidense Marshmello.
Se desprenden del mismo, algunos sencillos como: «La bachata», «Éxtasis» y «De 100 a 0» entre otros. En este álbum, están incluidas las participaciones de María Becerra y Beéle.

## Lista de canciones
| N.º | Título                             | Duración |  |
| 1.  | «No te sientes igual»              | 3:00     |  |
| 2.  | «Triste»                           | 3:41     |  |
| 3.  | «El merengue» (junto a Marshmello) | 3:09     |  |
| 4.  | «Jamaica» (junto a Beéle)          | 3:07     |  |
| 5.  | «U Lala»                           | 2:32     |  |
| 6.  | «Verte de nuevo»                   | 3:16     |  |
| 7.  | «Guayabo»                          | 2:46     |  |
| 8.  | «Inténtalo»                        | 2:43     |  |
| 9.  | «La bachata»                       | 2:42     |  |
| 10. | «Vacío»                            | 3:08     |  |
| 11. | «Despecho»                         | 2:28     |  |
| 12. | «Éxtasis» (junto a María Becerra)  | 3:11     |  |
| 13. | «Te olvido»                        | 3:31     |  |
| 14. | «De 100 a 0»                       | 3:04     |  |
| 15. | «De 100 a 0» (Arles & Dann Remix)  | 3:05     |  |

## Posicionamiento en listas
| País           | Lista                         | Mejor posición | Ref.  |      |
| 2023           | 2023                          | 2023           | 2023  | 2023 |
| -------------- | ----------------------------- | -------------- | ----- | ---- |
| España         | PROMUSICAE                    | 15             | [ 3 ] |      |
| Estados Unidos | Billboard Latin Rhythm Albums | 8              | [ 4 ] |      |
| Estados Unidos | Billboard Top Latin Albums    | 11             | [ 5 ] |      |

## Certificaciones
| País           | Organismo certificador | Certificación | Ventas certificadas | Simbolización | Ref.  |
| -------------- | ---------------------- | ------------- | ------------------- | ------------- | ----- |
| Colombia       | IFPI Colombia          | 2× Platino    | 40 000              | ▲             | [ 6 ] |
| Estados Unidos | RIAA                   | Platino       | 60 000              | ▲             | [ 7 ] |
| México         | AMPROFON               | Oro           | 70 000              | ●             | [ 8 ] |

## 2000 Tour

### Fechas
| Fecha                    | Ciudad                  | País                 | Recinto                                    |
| ------------------------ | ----------------------- | -------------------- | ------------------------------------------ |
| Latinoamérica            |                         |                      |                                            |
| 4 de febrero de 2023     | León                    | México               | Blvd. Adolfo López Mateos                  |
| 18 de febrero de 2023    | Cochabamba              | Bolivia              | Fexco                                      |
| 19 de febrero de 2023    | Santa Cruz              | Bolivia              | Fexpocruz                                  |
| 20 de febrero de 2023    | Tarija                  | Bolivia              | Parqueo MegaCenter                         |
| 16 de marzo de 2023      | Tegucigalpa             | Honduras             | Estacionamiento Hotel Clarion              |
| 17 de marzo de 2023      | Ciudad de Guatemala     | Guatemala            | Explanada Cardales de Cayalá               |
| 18 de marzo de 2023      | San Salvador            | El Salvador          | Estadio Cuscatlán                          |
| 23 de marzo de 2023      | Guadalajara             | México               | Auditorio Telmex                           |
| 25 de marzo de 2023      | Hermosillo              | México               | Centro de Usos Múltiples (CUM)             |
| 28 de marzo de 2023      | Ciudad de México        | México               | Auditorio Nacional                         |
| 30 de marzo de 2023      | Torreón                 | México               | Coliseo Centenario                         |
| 1 de abril de 2023       | Querétaro               | México               | Auditorio Josefa Ortiz                     |
| 4 de mayo de 2023        | Buenos Aires            | Argentina            | Movistar Arena                             |
| 5 de mayo de 2023        | Asunción                | Paraguay             | SND Arena                                  |
| 7 de mayo de 2023        | Santiago                | Chile                | Movistar Arena                             |
| 11 de mayo de 2023       | Lima                    | Perú                 | Parque de la Exposición                    |
| 13 de mayo de 2023       | Guayaquil               | Ecuador              | Coliseo Voltaire Paladines Polo            |
| 18 de mayo de 2023       | Ciudad de Panamá        | Panamá               | Centro de Convenciones Figali              |
| 20 de mayo de 2023       | Alajuela                | Costa Rica           | Anfiteatro Coca Cola                       |
| Norteamérica             |                         |                      |                                            |
| 27 de mayo de 2023       | Montreal                | Canadá               | Olympic Park                               |
| Latinoamérica            |                         |                      |                                            |
| 2 de junio de 2023       | Medellín                | Colombia             | La Macarena                                |
| 3 de junio de 2023       | Bogotá                  | Colombia             | Coliseo Live                               |
| 10 de junio de 2023      | Santo Domingo           | República Dominicana | Pabellón de Voleibol                       |
| Europa                   |                         |                      |                                            |
| 23 de junio de 2023      | Zúrich                  | Suiza                | Hallenstadion                              |
| 24 de junio de 2023      | Murcia                  | España               | FICA Murcia                                |
| 24 de junio de 2023      | Granada                 | España               | Aparcamiento Cortijo Conde                 |
| 25 de junio de 2023      | Marina d'Or             | España               | Recinto de Conciertos Municipal            |
| 29 de junio de 2023      | Valencia                | España               | Plaza de España                            |
| 30 de junio de 2023      | Madrid                  | España               | Ciudad del Rock                            |
| 1 de julio de 2023       | Sevilla                 | España               | Estadio de La Cartuja                      |
| 1 de julio de 2023       | Tenerife                | España               | Explanada del Muelle del Puerto de la Cruz |
| 7 de julio de 2023       | Chiclana de la Frontera | España               | Poblado de Sancti Petri                    |
| 14 de julio de 2023      | Róterdam                | Países Bajos         | Rotterdam Ahoy                             |
| 15 de julio de 2023      | Milán                   | Italia               | Mediolanum Forum                           |
| 21 de julio de 2023      | Gran Canaria            | España               | Gran Canaria Arena                         |
| 22 de julio de 2023      | Gran Canaria            | España               | Estadio Municipal de El Paso               |
| 26 de julio de 2023      | Madrid                  | España               | Estadio Metropolitano                      |
| 1 de agosto de 2023      | Sitges                  | España               | Jardines de Terramar                       |
| 4 de agosto de 2023      | Fuengirola              | España               | Marenostrum Fuengirola                     |
| 5 de agosto de 2023      | Colonia                 | Alemania             | Tanzbrunnen                                |
| 6 de agosto de 2023      | Rímini                  | Italia               | Rimini Beach Arena                         |
| Norteamérica             |                         |                      |                                            |
| 11 de agosto de 2023     | Rosarito                | México               | Playas de Rosarito                         |
| 28 de septiembre de 2023 | Rosemont                | Estados Unidos       | Rosemont Theatre                           |
| 30 de septiembre de 2023 | Toronto                 | Canadá               | Queen Elizabeth Theatre                    |
| 6 de octubre de 2023     | Miami                   | Estados Unidos       | James L Knight Center                      |
| 8 de octubre de 2023     | Orlando                 | Estados Unidos       | Hard Rock Live                             |
| 12 de octubre de 2023    | Atlanta                 | Estados Unidos       | Coca-Cola Roxy                             |
| 14 de octubre de 2023    | Nueva York              | Estados Unidos       | United Palace                              |
| 15 de octubre de 2023    | Charlotte               | Estados Unidos       | Ovens Auditorium                           |
| 18 de octubre de 2023    | San Antonio             | Estados Unidos       | Boeing Center at Tech Port                 |
| 19 de octubre de 2023    | Hidalgo                 | Estados Unidos       | Payne Arena                                |
| 20 de octubre de 2023    | Laredo                  | Estados Unidos       | Sames Auto Arena                           |
| 22 de octubre de 2023    | Sugar Land              | Estados Unidos       | Smart Financial Centre                     |
| 26 de octubre de 2023    | Los Ángeles             | Estados Unidos       | Peacock Theater                            |
| 27 de octubre de 2023    | San Diego               | Estados Unidos       | San Diego Civic Theatre                    |
| 29 de octubre de 2023    | El Paso                 | Estados Unidos       | El Paso County Coliseum                    |